# Ben Nevis

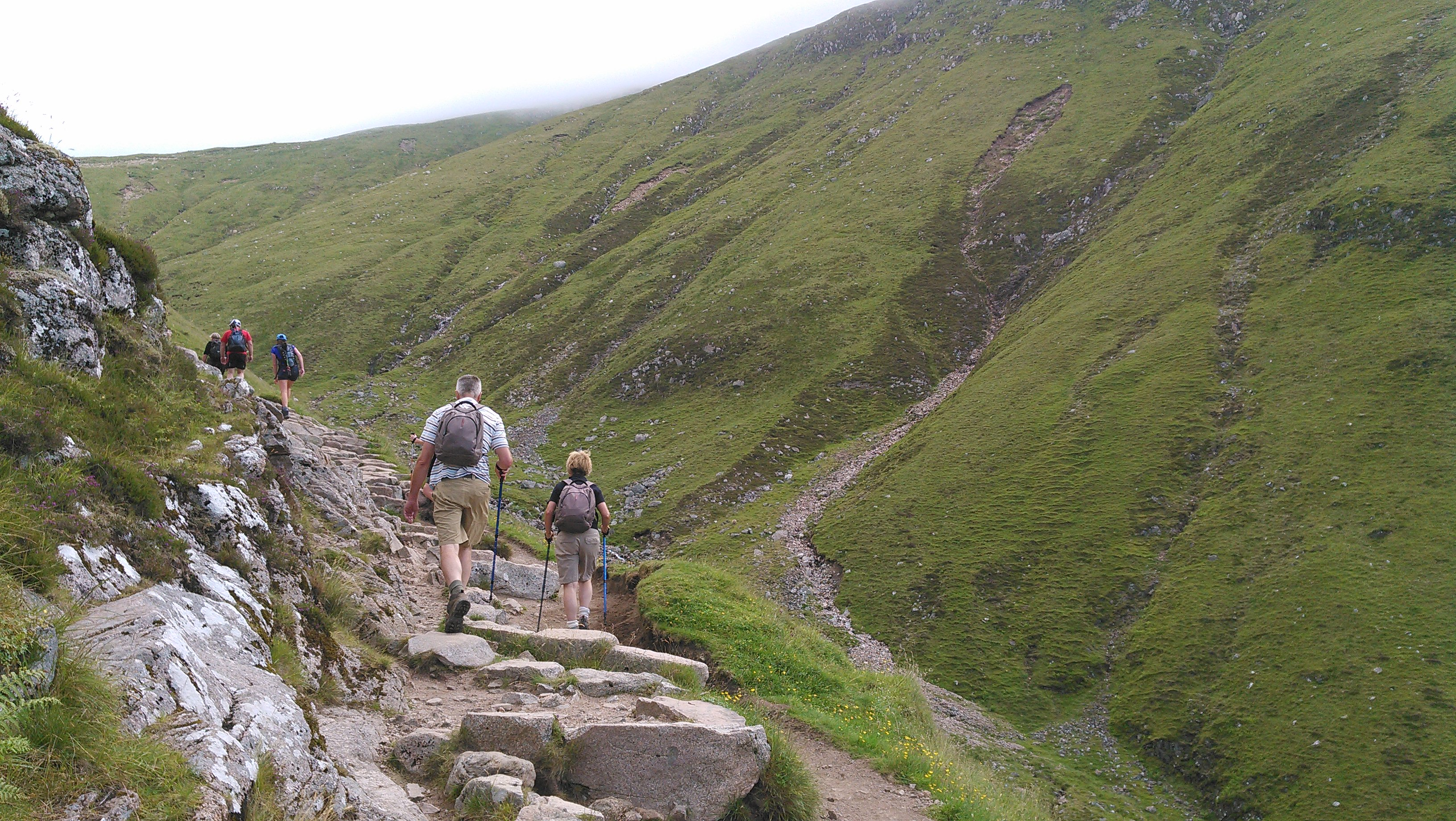
Het Pony Track vanuit Glen Nevis

Ben Nevis (Schots-Gaelisch: Beinn Nibheis) is de hoogste berg en dus de hoogste munro in Schotland en ligt in het Grampian Gebergte in het graafschap Inverness aan de ingang van de Glenmore. Het is ook de hoogste berg van het volledige Verenigd Koninkrijk.
Ben Nevis is 1345 meter hoog en bevindt zich nabij Fort William, ongeveer 160 km ten noorden van Glasgow. De berg bestaat uit de gesteenten gneis en graniet, de top uit porfier.
De beklimming van Ben Nevis is populair; per jaar beklimmen zo'n 100.000 mensen de berg. Ongeveer driekwart van de beklimmers gebruiken het Pony track vanuit Glen Nevis.
De weersomstandigheden die heersen op de top van Ben Nevis maken de beklimming risicovoller dan men zou verwachten van een berg van deze hoogte. De top bevindt zich gemiddeld 355 dagen per jaar in de wolken. Er valt per jaar gemiddeld 4350 mm neerslag.
Weersomstandigheden kostten tussen 1990 en 1995 zeker 13 mensenlevens. Acht daarvan waren bergbeklimmers. Op de top van de berg bevindt zich de ruïne van een weerstation, dat van 1883 tot 1904 permanent bemand werd.

## Whisky
Ben Nevis is ook de naam van een whiskydestilleerderij. Dit bedrijf maakt naast enkele whisky's voor producenten van blended whisky ook een single malt whisky onder eigen naam.